# Scedella caesia
Scedella caesia är en tvåvingeart som beskrevs av Munro 1957. Scedella caesia ingår i släktet Scedella och familjen borrflugor.
Artens utbredningsområde är Uganda. Inga underarter finns listade i Catalogue of Life.